# Politisches System
Als politisches System wird die Gesamtheit jener staatlichen und außerstaatlichen Einrichtungen und Akteure, Regeln und Verfahren bezeichnet, die innerhalb eines abgegrenzten Handlungsrahmens von Politikstrukturen an fortlaufenden Prozessen der Formulierung und Lösung politischer Probleme sowie der Herstellung und Durchsetzung allgemein verbindlicher politischer Entscheidungen beteiligt sind. Es wird wegen der erheblichen Komplexität der vielfältigen Aspekte in der Regel modellhaft beschrieben. Das politische System z. B. eines Staates wird durch seine Verfassung, die politische Kultur und politischen Eliten bestimmt. Aber auch für supranationale, internationale und transnationale Organisationen und Institutionen (etwa im Sinne der Regimetheorie) kann von einem politischen System gesprochen werden. Ein für die historische Entwicklung des Begriffs einflussreicher Versuch, politische Systeme formell zu bestimmen, stammt aus der politischen Systemtheorie.
Der Vergleich und die Klassifizierung konkreter politischer Systeme werden seit der Antike vorgenommen und sind fester Bestandteil der Politikwissenschaft. In der modernen vergleichenden Politikwissenschaft werden vor allem Staaten und De-facto-Regime nach bestimmten Kriterien verschiedenen Formen politischer Systeme zugeordnet. Dabei ist zu beachten, dass grundsätzlich kein Staat auf die Rechtsnormen reduziert werden kann; die realen Entscheidungswege und Machtverhältnisse können erheblich von ihnen abweichen, auch ohne dass diese verletzt werden. Entscheidend für die Einordnung eines politischen Systems ist daher nie die festgeschriebene Verfassung (de jure) allein, sondern vor allem die Verfassungswirklichkeit (de facto). Welche Institutionen, Prozesse und Entscheidungen zu berücksichtigen sind und welche Aufgaben dem politischen System zugeschrieben werden, hängt dabei vom jeweiligen Politikbegriff ab.

## Staatsformenlehre
In der Formentheorie politischer Systeme waren bis Anfang des 20. Jahrhunderts zwei Modellgruppen bestimmend, die sogenannte Dreiteilung und die sog. Zweiteilung, die jeweils unterschiedliche Aspekte in den Vordergrund rückten.

### Klassische Staatsformenlehre
Die meist mit Aristoteles in Verbindung gebrachte Dreiteilung, die bis auf Herodot zurückgeführt werden kann, unterscheidet politische Systeme nach der Zahl der Herrscher (einer, mehrere, viele) und stellt jeder so identifizierten „dem Gemeinwohl nützlichen“ Staatsform eine dieser strukturell vergleichbare, jedoch „entartete“ Variante gegenüber.
|                          | Zahl der Herrschenden |              |            |
| Qualität der Herrschaft  | Einer                 | Wenige       | Mehrzahl   |
| am Gemeinwohl orientiert | Monarchie             | Aristokratie | Politie    |
| am Eigennutz orientiert  | Tyrannis              | Oligarchie   | Demokratie |

Bedeutsam ist, dass Aristoteles als Politie das versteht, was einer (rechtsstaatlichen) Demokratie im heutigen Verständnis am nächsten kommt, während, was er als Demokratie bezeichnet, später Ochlokratie (‚Pöbelherrschaft‘) genannt wurde; gemeint ist damit eine nicht an Regeln gebundene Herrschaft der Masse bzw. der sie führenden populistischen Demagogen. Aristoteles unterschied dabei nach der Art der Lenkung der Masse Timokratie und Theokratie als Unterbegriffe der Demokratie. Er selbst befürwortete eine aus den nicht-entarteten Reinformen kombinierte Mischverfassung. Die Mischverfassungslehre wurde durch Polybios wesentlich erweitert und blieb für den europäischen Diskurs bis in die Neuzeit bestimmend.

### Neuzeitliche Typologie
Jünger als die Dreiteilung ist die Zweiteilung in Monarchie und Republik, die – wohl zu Unrecht – Machiavelli zugeschrieben wird. Sie beruht auf der Eingangsausführung in Der Fürst, wonach alle Staaten in Geschichte und Gegenwart entweder Republiken oder Monarchien seien. Diese Typologie wurde zunächst nur verhalten rezipiert, hat sich jedoch mit der zunehmenden Verbreitung des republikanischen Systems während und nach der Französischen Revolution in der Literatur zunehmend durchgesetzt. Machiavellis Verständnis der Monarchie weicht jedoch vom heutigen entscheidend ab: Er definierte eine Monarchie danach, dass die Staatsgewalt allein beim Monarchen liege, der nahezu autokratisch herrsche, während er jede Teilung der Staatsgewalt oder ihre Übertragung auf mehrere zugleich als republikanisch versteht. Demgegenüber ist im modernen Verständnis jeder Staat eine Monarchie, der ein gekröntes Staatsoberhaupt auf Lebenszeit hat, unabhängig von dessen nominellem oder realem Zugriff auf die Staatsgewalt.

### Einteilung nach Kant
Wegweisend für den Übergang zur modernen Auffassung der Typologie war Immanuel Kant, der – vor allem in seiner Schrift Zum ewigen Frieden (1795) – Elemente der Dreiteilung (als formaler Aspekt der Regierung) und der Zweiteilung (als praktische Ausübung der Herrschaft) miteinander verband und so eine Matrix von sechs grundlegenden Formen des politischen Systems erhielt (Immanuel Kant: AA VIII, 351–353).
|                                      | Form der Beherrschung (forma imperii) |                        |                                 |
| Form der Regierung (forma regiminis) | Einer (Fürstengewalt)                 | Einige (Adelsgewalt)   | Alle (Volksgewalt)              |
| Republikanisch                       | Konstitutionelle Monarchie            | Verfasste Aristokratie | Demokratischer Verfassungsstaat |
| Despotisch                           | Absolute Monarchie                    | Oligarchie             | Despotische Demokratie          |

## Moderne Kategorisierungen
Politische Systeme werden in jüngerer Zeit auch zunehmend unter den drei Teilaspekten der Politik, nämlich der polity (institutionelle Form), politics (Zustandekommen politischer Entscheidungen) und policy (politische Doktrin, Ziele und Beschlüsse), betrachtet. Trotzdem wurde auf Basis der Geschichte des 19. und des 20. Jahrhunderts, insbesondere des Übergangs in den Kalten Krieg, die vormodernen Typologien zunehmend zugunsten einer neuen, nicht stets trennscharfen, aber an den realen Machtverhältnissen ausgerichteten Unterscheidung weiterentwickelt. Der Verfassungswirklichkeit nach schienen republikanische Diktaturen mehr mit absoluten Monarchien gemein zu haben als mit demokratischen Rechtsstaaten, gleichzeitig ähnelten konstitutionelle und vor allem parlamentarische Monarchien der Republik im von Kant geprägten Verständnis.

„Es wird häufig, und nicht nur von Laien, mißverstanden, daß Staatsform und Regierungsform nicht dasselbe sind. Ein Staat kann, wie Großbritannien, der Staatsform nach eine Monarchie, der Regierungsform nach eine Demokratie sein, während ein anderer, etwa die Sowjetunion, mit der Staatsform der Republik die Regierungsform der Autokratie oder Diktatur verbindet. Als Staatsform sind Monarchie und Republik weder ‚gut‘ noch ‚schlecht‘, sondern an sich neutral im Sinne politischer Wertfreiheit.“

Loewenstein betrachtete also die Staatsform als formale Gestalt der Verfassung und stellte ihr Formen der Machtausübung (‚Regierungsformen‘) gegenüber, die für das politische Geschehen von höherer Relevanz wären. Dabei unterschied er Autokratien, worunter er auch autoritäre und totalitäre Regime subsumierte, in denen die Macht ungeteilt ausgeübt wird, von konstitutionellen Formen, die auf Gewaltenteilung beruhen und auf einer Übertragung der Macht auf Zeit durch Wahlen.
Im Schrifttum der heutigen Staatstypologie wird seit Anfang des 20. Jahrhunderts im Wesentlichen zwischen Staatsform, Herrschaftsform und dem Regierungssystem unterschieden. Im Folgenden werden die modernen Konzepte zur Systematisierung von politischen Systemen aufgelistet.

### Staatsform
Die Staatsform ist als Organisationsform und formale „Verfassung“ eines Staates sowohl für das innere als auch das äußere Erscheinungsbild des Staates wesentlich. Sie richten sich primär nach der politischen Organisationsform eines Staates sowie der Stellung des Staatsoberhaupts. In der Literatur ist vor allem die Unterscheidung zwischen Monarchien und Republiken einschlägig, diese kann aber bei Bedarf auch noch weiter differenziert werden.

### Herrschaftsform
Die Herrschaftsform ist die Form der realen (de facto) Machtverhältnisse in einem Staat bzw. der Art der tatsächlichen Herrschaftsausübung richtet, also nach der Verfassungswirklichkeit. Relevant ist, wer die Staatsgewalt ausübt, die formell der Souverän innehat. Es wird daher zunächst zwischen legitim-autokratischer und illegitimer Herrschaft unterschieden, dann jedoch, welche Gruppen oder Staatsorgane die Herrschaft ausüben, etwa indem sie entscheiden, wie Recht gesprochen wird, Gesetze oder Verordnungen erlassen werden oder über die Einsetzung und Entlassung der Regierung entscheiden.
Darüber hinaus gibt es eine ganze Reihe von Bezeichnungen, die sich auch (kritisch) mit den Machtverhältnissen im Staat beschäftigen. Dies soll verdeutlichen, wer in der Gesellschaft besonderen Einfluss hat, z. B. Parteien, Medien, religiöse Gruppen, Adel (Aristokratie), Experten (Technokratie), Alte (Gerontokratie). Diese Bezeichnungen stehen nicht im Gegensatz zur Demokratie, sondern können als ergänzende Beschreibungen betrachtet werden.

### Regierungssystem
Das Regierungssystem beschreibt die Funktionsweise der Exekutive und definiert, welche verfassungsmäßige Stellung die Verfassungsorgane zueinander haben. Besonders relevant ist das Verhältnis zwischen Staatsoberhaupt, Regierungschef und Parlament.
- In Republiken sind die häufigsten Regierungssysteme:
  - präsidentiell (Der Staatspräsident hat weitreichende Befugnisse und ist meist Staatsoberhaupt und Regierungschef zugleich.)
  - semipräsidentiell (Mischform zwischen präsidentiell und parlamentarisch)
  - parlamentarisch (Das Parlament steht im Mittelpunkt der Staatsgewalt.)

- In Monarchien sind die häufigsten Regierungssysteme:
  - Absolute Monarchie (Der Monarch hat die absolute und unbeschränkte Macht)
  - Konstitutionelle Monarchie (Der Monarch wird durch eine Verfassung eingeschränkt, nicht aber durch ein Parlament.)
  - Parlamentarische Monarchie (Die Macht des Monarchen ist stark begrenzt, da es ein vom Staatsvolk gewähltes als Kontrollorgan fungierendes Parlament gibt.)

### Beispiele
Die folgenden Beispiele sollen die oben genannten modernen Unterscheidungen (Staatsform – Herrschaftsform – Regierungssystem) politischer Systeme anhand exemplarischer Fälle veranschaulichen:
| Staatsform       | föderale Republik (Bundesrepublik) |
| Herrschaftsform  | parlamentarische Demokratie        |
| Regierungssystem | parlamentarisches Regierungssystem |

| Staatsform       | islamische Republik              |
| Herrschaftsform  | Theokratie                       |
| Regierungssystem | präsidentielles Regierungssystem |

| Staatsform       | konstitutionelle Monarchie (Erbmonarchie) |
| Herrschaftsform  | parlamentarische Monarchie                |
| Regierungssystem | parlamentarisches Regierungssystem        |

| Staatsform       | föderale Republik (Bundesrepublik) |
| Herrschaftsform  | parlamentarische Demokratie        |
| Regierungssystem | präsidentielles Regierungssystem   |

## Politische Systemtheorie

Politisches System nach Easton

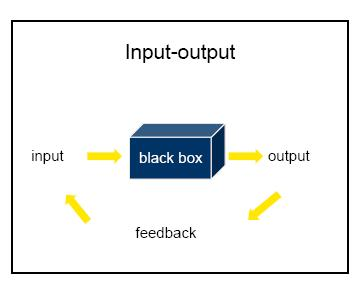
Input-Output-Feedback

Spätestens seit Talcott Parsons liegen Ansätze aus der soziologischen Systemtheorie zur Beschreibung und Erklärung des Politischen vor. Parsons, der auf der Handlungs- und Herrschaftstheorie von Max Weber aufbaut, bestimmt in seinem AGIL-Schema politisches System als das auf Zielerreichung ausgerichtete Subsystem eines sozialen Systems.
Unter anderem auf den amerikanischen Politikwissenschaftler David Easton geht die Adaption und Weiterentwicklung dieser Ansätze für die Politikwissenschaft zurück, die auch als Politische Systemtheorie bezeichnet wird. Der politische Handlungsraum wird seit dem vor allem als Politisches System aufgefasst. Damit wurde das Konzept des Politischen Systems in der Analyse makropolitischer Einheiten (wie Länder, Nationalstaaten) zur wichtigsten Alternative zum Konzept des Staates. Easton formulierte folgende erkenntnisleitende Grundfrage:

„Wie erreichen es politische Systeme, sich in einer Welt, die zugleich Stabilität und Wandel aufweist, zu behaupten? Die Suche nach einer Antwort wird schließlich aufdecken, was ich den Lebensprozess politischer Systeme genannt habe – d. h. jene fundamentalen Funktionen, ohne die kein System existieren kann sowie jene typischen Reaktionsweisen, durch die Systeme diese Prozesse im Gang halten. Die Untersuchung dieser Prozesse sowie die Beschaffenheit und die Bedingungen dieser Reaktionen halte ich für das zentrale Problem der politischen Theorie.“

Easton schreibt politischen Systemen folgende Grundmerkmale zu:
1. Das politische System ist ein analytisches Konstrukt.
2. Es beruht auf der Vorstellung eines Input-Output-Modells der Politik.
3. Das politische System ist Teil des gesamtgesellschaftlichen Systems.
4. Es umfasst die Gesamtheit der Institutionen, Prozesse und Akteure, die bindende Entscheidungen für die Gesellschaft hervorbringen.